# ABCD (singel Radioramy)
„ABCD” – singel włoskiego zespołu Radiorama wydany w 1988 roku przez wytwórnie Radiorama Productions, Beat Box i Ariola Records. Utwór napisali Mauro Farina oraz Giuliano Crivellente. Nagranie stanowiło zapowiedź zmian w stylu muzycznym grupy, nakierowując zespół na popularne wówczas na światowych listach przebojów (głównie za sprawą produkcji brytyjskiego tria Stock Aitken Waterman) rytmy eurobeat.
Singel promował wydany w tym okresie trzeci album grupy pt. The Legend i odniósł sukces komercyjny porównywalny z poprzednikiem („Fire”), wchodząc do Top 20 szwajcarskiej listy przebojów.

## Pierwsze wydanie – ABCD / I Don’t Wanna Lose You

### Lista utworów

#### Wydanie na 7"[2]
A. „ABCD” – 4:01
B. „All Your Love” – 3:05
- Wersje nagrań na tym wydaniu pochodzą z albumu The Legend.

#### Wydanie na 12"[3]
A. „ABCD” – 6:46
B. „I Don’t Wanna Lose You” – 7:18

## Drugie wydanie – ABCD / Bad Girls

### Lista utworów

#### Wydanie na 7"[4]
A. „ABCD (Edit)” – 4:00
B. „Bad Girls (Edit)” – 4:20
- Nagranie „Bad Girls” na stronie B pochodzi z albumu The Legend. Na tym wydaniu znalazła się specjalna krótka wersja tego utworu.

#### Wydanie na 12"[5]
A. „ABCD (Italy Remix)” – 7:10
B. „Bad Girls” – 6:44

#### Szwedzkie wydanie na 12"[6]
A. „ABCD (Extended Version)” – 7:10
B1. „Bad Girls (Extended Version)” – 6:44
B2. „ABCD (Edit)” – 4:00

## Listy przebojów (1988)
| Państwo                      | Najwyższa pozycja |
| ---------------------------- | ----------------- |
| Szwajcaria (Singles Top 100) | 19                |

## Autorzy[8][9]
- Muzyka: Mauro Farina, Giuliano Crivellente
- Autor tekstów: Mauro Farina, Giuliano Crivellente
- Śpiew: Mauro Farina, Clara Moroni
- Producent: Marco Bresciani, Paolo Gemma